# Ophiomyia tenax
Ophiomyia tenax är en tvåvingeart som beskrevs av Spencer 1977. Ophiomyia tenax ingår i släktet Ophiomyia och familjen minerarflugor. Inga underarter finns listade i Catalogue of Life.